# Пукки, Теэму
Теэ́му Эйно Антеро Пу́кки (фин. Teemu Eino Antero Pukki; род. 29 марта 1990, Котка, Финляндия) — финский футболист, нападающий финского клуба «ХИК». Лучший бомбардир в истории сборной Финляндии (42 гола).

## Карьера

### Клубная
В январе 2008 года Пукки перешёл из своего родного клуба «КооТееПее» в испанскую «Севилью», подписав контракт сроком на 3,5 года. Но за «Севилью» Пукки сыграл всего 1 матч в чемпионате Испании 25 января 2009 года против сантандерского «Расинга». Играл за дубль клуба — «Севилья Атлетико», провёл 17 игр и забил 3 гола. Выиграл с ним Кубок Испании среди молодёжных команд 2008 года.
28 августа 2010 года Пукки вернулся домой, подписав контракт на 3,5 года с известным клубом ХИК из Хельсинки. В чемпионате Финляндии, который проходит с апреля по октябрь, успел сыграть 7 игр, забить 2 гола и стать чемпионом страны 2010 года. В следующем сезоне повторно стал чемпионом Финляндии, сделал свой первый хет-трик в матче ХИК против ТПС 22 июня 2011 года. В августе забил все три гола в противостоянии с немецким «Шальке 04» в раунде плей-офф Лиги Европы 2011/12. Два — в первом матче (2:0) и гол в ответном, но покер Хюнтелара выбил ХИК из дальнейшей борьбы (1:6). Зато немцы положили глаз на финна.

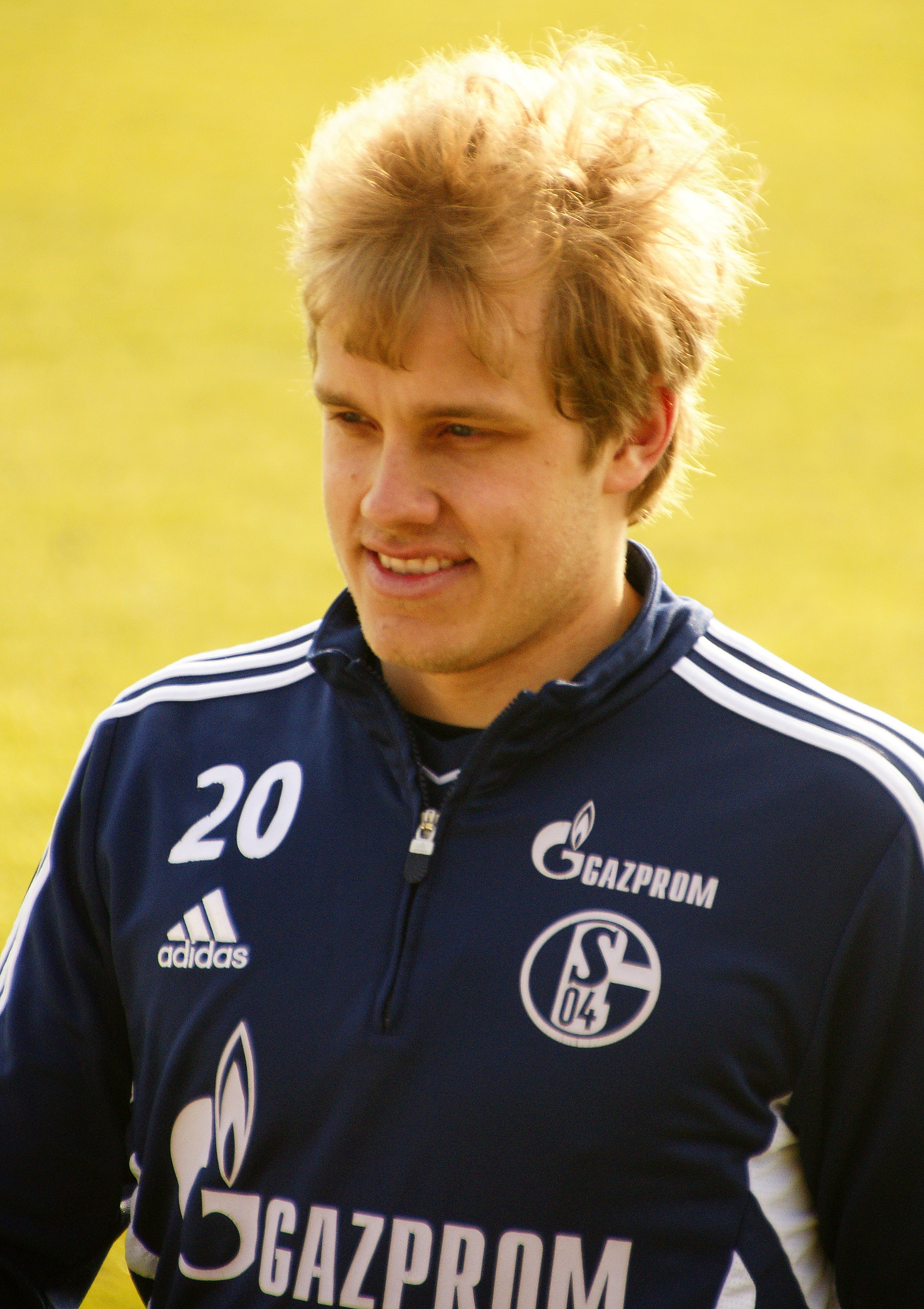
Пукки в составе «Шальке 04»

Уже через неделю 31 августа 2011 года Пукки перешёл в «Шальке 04», подписав контракт на 3 года. В дебютном матче 6 ноября против «Ганновера 96» он забил два гола, став третьим финном, сделавшим брейс (связку) в Бундеслиге. В сезоне провёл 19 матчей, забил пять голов и стал с клубом бронзовым призёром.
В августе 2013 года Пукки перешёл в шотландский «Селтик», подписав четырёхлетний контракт. Немцы поначалу отклонили предложение шотландцев купить форварда, оценённого всего €2,5 млн, но затем согласились на €3,5 млн. В этом сезоне провёл за «Селтик» 25 игр, забил 7 голов и стал с клубом чемпионом Шотландии.
1 сентября 2014 года Пукки был отдан в годовую аренду в датский клуб «Брённбю». Удачно выступил за команду, став её лучшим бомбардиром с 9 голами за сезон. И 19 июля 2015 года подписал с клубом трёхлетний контракт. Отличился в августе 2016 года, когда провёл хет-трик в ворота немецкой «Герты» (3:1) в третьем раунде квалификации Лиги Европы 2016/2017. 10 мая 2018 года выиграл с клубом Кубок Дании. К концу 4-летней датской эпопеи был лидером атаки клуба, проведя 130 матчей и забив 55 голов. Но по окончании контракта с «Брённбю» 28-летний форвард не стал его продлевать.
30 июня 2018 года Пукки, как свободный агент, заключил трёхлетний контракт с клубом английского Чемпионшипа «Норвич Сити». В итоге именно Теэму, став лучшим бомбардиром Чемпионшипа в сезоне 2018/19 с результатом 29 мячей и с итоговым отрывом в 4 гола от ближайшего преследователя (Тэмми Абрахам, «Астон Вилла»), помог своему клубу занять первое место и выйти в Премьер-лигу по результатам сезона 2018/19. 3 июля 2019 года Пукки подписал новый трёхлетний контракт с «Норвич Сити». 9 августа забил свой первый гол в Премьер-лиге в матче против «Ливерпуля» в день открытия сезона 2019/20. 17 августа в матче против «Ньюкасл Юнайтед» оформил хет-трик. По итогам августа был назван игроком месяца Премьер-лиги. В общей сложности в сезоне 2019/20 Пукки забил 11 мячей в Премьер-лиге, но это не смогло предотвратить вылет «канареек» в Чемпионшип. Пукки был назван игроком месяца Чемпионшипа за февраль 2021 года, забив семь голов в семи матчах. 5 апреля 2023 года было объявлено об уходе Пукки из «Норвич Сити» по истечении срока его контракта в конце сезона.
27 июня 2023 года Пукки на правах свободного агента присоединился к клубу MLS «Миннесота Юнайтед», подписав контракт назначенного игрока до июня 2025 года с опцией продления до декабря 2025 года. В высшей лиге США дебютировал 8 июля в матче против «Остина», выйдя на замену во втором тайме. 12 июля в матче против «Хьюстон Динамо» забил свой первый гол в MLS. 7 октября в матче против «Лос-Анджелес Гэлакси» оформил покер, за что был назван лучшим игроком игрового дня MLS.

### В сборной
За основную сборную дебютировал в товарищеском матче против сборной Японии 4 февраля 2009 года, выйдя на замену на 67-й минуте вместо Яри Литманена.
26 мая 2012 года в матче против сборной Турции Пукки забил свой первый гол за сборную Финляндии.
23 марта 2013 года забил на выезде мяч в ворота сборной Испании который помог принести сборной Финляндии сенсационную ничью 1:1.
В рамках отборочного турнира чемпионата мира 2014 года Пукки сыграл пять матчей и забил два гола в составе сборной Финляндии.
Очень удачно стартовал в новом турнире — Лиге наций. Сборная Финляндии обыграла Венгрию и дважды Эстонию с одинаковым счётом 1:0 и все три гола забил Пукки, принеся команде три победы подряд. В отборе к Евро-2020 забил 10 голов. В матче 9-го тура против Лихтенштейна оформил дубль, чем помог финнам впервые в истории попасть на чемпионат Европы. Был включён в состав сборной на чемпионат Европы 2020.
28 марта 2021 года свой 30-й гол за сборную Финляндии в выездном матче второго тура отборочного турнира чемпионата мира 2022 года против сборной Украины (1:1), сравняв счёт в игре на 89-й минуте с пенальти, обогнав по количеству забитых голов Микаэля Форсселла (у которого было 29 голов) и вышел на второе место в списке лучших бомбардиров сборной Финляндии после Яри Литманена (32 гола). 12 октября 2021 года, забив два гола в выездном матче отборочного турнира чемпионата мира 2022 года против сборной Казахстана (2:0), стал лучшим бомбардиром в истории сборной Финляндии (33 гола).

## Статистика

### Клубная карьера
| Клуб                         | Сезон                        | Национальный чемпионат       | Национальный чемпионат | Национальный чемпионат | Национальные кубки | Национальные кубки | Еврокубки | Еврокубки | Всего | Всего |
| Клуб                         | Сезон                        | Лига                         | Игры                   | Голы                   | Игры               | Голы               | Игры      | Голы      | Игры  | Голы  |
| ---------------------------- | ---------------------------- | ---------------------------- | ---------------------- | ---------------------- | ------------------ | ------------------ | --------- | --------- | ----- | ----- |
| КооТееПее                    | 2006                         | Вейккауслига                 | 5                      | 0                      | 0                  | 0                  | 0         | 0         | 5     | 0     |
| КооТееПее                    | 2007                         | Вейккауслига                 | 24                     | 3                      | 0                  | 0                  | 0         | 0         | 24    | 3     |
| Всего за «КооТееПее»         | Всего за «КооТееПее»         | Всего за «КооТееПее»         | 29                     | 3                      | 0                  | 0                  | 0         | 0         | 29    | 3     |
| Севилья Атлетико             | 2008/09                      | Сегу́нда                      | 17                     | 3                      | 0                  | 0                  | 0         | 0         | 17    | 3     |
| Севилья                      | 2008/09                      | Ла Лига                      | 1                      | 0                      | 0                  | 0                  | 0         | 0         | 1     | 0     |
| ХИК                          | 2010                         | Вейккауслига                 | 7                      | 2                      | 1                  | 0                  | 0         | 0         | 8     | 2     |
| ХИК                          | 2011                         | Вейккауслига                 | 18                     | 11                     | 2                  | 0                  | 6         | 5         | 26    | 16    |
| Всего за «ХИК»               | Всего за «ХИК»               | Всего за «ХИК»               | 25                     | 13                     | 3                  | 0                  | 6         | 5         | 34    | 18    |
| Шальке 04                    | 2011/12                      | Бундеслига                   | 19                     | 5                      | 2                  | 0                  | 0         | 0         | 21    | 5     |
| Шальке 04                    | 2012/13                      | Бундеслига                   | 17                     | 3                      | 2                  | 0                  | 5         | 0         | 24    | 3     |
| Шальке 04                    | 2013/14                      | Бундеслига                   | 1                      | 0                      | 0                  | 0                  | 1         | 0         | 2     | 0     |
| Всего за «Шальке 04»         | Всего за «Шальке 04»         | Всего за «Шальке 04»         | 37                     | 8                      | 4                  | 0                  | 6         | 0         | 47    | 8     |
| Селтик                       | 2013/14                      | Премьершип                   | 25                     | 7                      | 2                  | 0                  | 5         | 0         | 32    | 7     |
| Селтик                       | 2014/15                      | Премьершип                   | 1                      | 0                      | 0                  | 0                  | 4         | 2         | 5     | 2     |
| Всего за «Селтик»            | Всего за «Селтик»            | Всего за «Селтик»            | 26                     | 7                      | 2                  | 0                  | 9         | 2         | 37    | 9     |
| Брондбю                      | → 2014/15                    | Суперлига                    | 27                     | 9                      | 3                  | 2                  | 0         | 0         | 30    | 11    |
| Брондбю                      | 2015/16                      | Суперлига                    | 33                     | 9                      | 3                  | 1                  | 8         | 3         | 44    | 13    |
| Брондбю                      | 2016/17                      | Суперлига                    | 34                     | 20                     | 4                  | 3                  | 8         | 6         | 46    | 29    |
| Брондбю                      | 2017/18                      | Суперлига                    | 36                     | 17                     | 5                  | 1                  | 3         | 1         | 44    | 19    |
| Всего за «Брондбю»           | Всего за «Брондбю»           | Всего за «Брондбю»           | 130                    | 55                     | 15                 | 7                  | 19        | 10        | 164   | 72    |
| Норвич Сити                  | 2018/19                      | Чемпионшип                   | 43                     | 29                     | 3                  | 1                  | 0         | 0         | 46    | 30    |
| Норвич Сити                  | 2019/20                      | Премьер-лига                 | 36                     | 11                     | 2                  | 0                  | 0         | 0         | 38    | 11    |
| Норвич Сити                  | 2020/21                      | Чемпионшип                   | 41                     | 26                     | 1                  | 0                  | 0         | 0         | 42    | 26    |
| Норвич Сити                  | 2021/22                      | Премьер-лига                 | 37                     | 11                     | 4                  | 0                  | 0         | 0         | 41    | 11    |
| Норвич Сити                  | 2022/23                      | Чемпионшип                   | 41                     | 10                     | 2                  | 0                  | 0         | 0         | 43    | 10    |
| Всего за «Норвич»            | Всего за «Норвич»            | Всего за «Норвич»            | 198                    | 87                     | 12                 | 1                  | 0         | 0         | 210   | 88    |
| Миннесота Юнайтед            | 2023                         | MLS                          | 14                     | 10                     | 0                  | 0                  | 5         | 0         | 19    | 10    |
| Миннесота Юнайтед            | 2024                         | MLS                          | 20                     | 4                      | 0                  | 0                  | 2         | 0         | 22    | 4     |
| Всего за «Миннесота Юнайтед» | Всего за «Миннесота Юнайтед» | Всего за «Миннесота Юнайтед» | 34                     | 14                     | 0                  | 0                  | 7         | 0         | 41    | 14    |
| Всего за карьеру             | Всего за карьеру             | Всего за карьеру             | 491                    | 187                    | 40                 | 9                  | 45        | 17        | 576   | 213   |

### Выступления за сборную
| Национальная сборная | Год   | Турнирные матчи | Турнирные матчи | Товарищеские матчи | Товарищеские матчи | Всего | Всего |
| Национальная сборная | Год   | Игры            | Голы            | Игры               | Голы               | Игры  | Голы  |
| -------------------- | ----- | --------------- | --------------- | ------------------ | ------------------ | ----- | ----- |
| Финляндия            | 2009  | 0               | 0               | 1                  | 0                  | 1     | 0     |
| Финляндия            | 2010  | 0               | 0               | 2                  | 0                  | 2     | 0     |
| Финляндия            | 2011  | 4               | 0               | 2                  | 0                  | 6     | 0     |
| Финляндия            | 2012  | 4               | 0               | 5                  | 4                  | 9     | 4     |
| Финляндия            | 2013  | 6               | 2               | 4                  | 0                  | 10    | 2     |
| Финляндия            | 2014  | 6               | 0               | 3                  | 2                  | 9     | 2     |
| Финляндия            | 2015  | 5               | 0               | 2                  | 0                  | 7     | 0     |
| Финляндия            | 2016  | 4               | 1               | 6                  | 0                  | 10    | 1     |
| Финляндия            | 2017  | 5               | 1               | 3                  | 0                  | 8     | 1     |
| Финляндия            | 2018  | 6               | 3               | 2                  | 2                  | 8     | 5     |
| Финляндия            | 2019  | 10              | 10              | 0                  | 0                  | 10    | 10    |
| Финляндия            | 2020  | 6               | 2               | 1                  | 0                  | 7     | 2     |
| Финляндия            | 2021  | 11              | 6               | 2                  | 0                  | 13    | 6     |
| Финляндия            | 2022  | 6               | 3               | 2                  | 1                  | 8     | 4     |
| Финляндия            | 2023  | 10              | 2               | 0                  | 0                  | 10    | 2     |
| Финляндия            | 2024  | 1               | 1               | 3                  | 2                  | 4     | 3     |
| Всего                | Всего | 84              | 31              | 38                 | 11                 | 122   | 42    |

Примечания
1. ↑  Выступления в квалификации Евро-2012
2. ↑  Два матча в квалификации ЧМ-2014, два матча в Балтийском Кубке 2012
3. ↑  Выступления в квалификации ЧМ-2014
4. 1 2  Выступления в квалификации Евро-2016
5. 1 2  Выступления в квалификации ЧМ-2018
6. ↑  Выступления в Лиге C. Лиги наций УЕФА сезона 2018/19
7. ↑  Выступления в квалификации Евро-2020
8. ↑  Выступления в Лиге B. Лиги наций УЕФА сезона 2020/21
9. ↑  Восемь матчей и шесть голов выступления в квалификации ЧМ-2022, три матча на Евро-2020
10. ↑  Выступления в Лиге B. Лиги наций УЕФА сезона 2022/23
11. 1 2  Выступления в квалификации Евро-2024

## Достижения

### Командные
«Севилья Атлетико»
- Обладатель Кубка Испании среди молодёжных команд: 2008

ХИК
- Чемпион Финляндии (2): 2010, 2011
- Обладатель Кубка Финляндии: 2011

«Шальке 04»
- Бронзовый призёр Чемпионата Германии: 2011/12

«Селтик»
- Чемпион Шотландии: 2013/14

«Брондбю»
- Обладатель Кубка Дании: 2017/18

«Норвич Сити»
- Победитель Чемпионшипа (2): 2018/19, 2020/21

### Личные
ХИК
- Команда всех звёзд Вейккауслиги: 2011[32]

«Брондбю»
- Игрок месяца Датской Суперлиги (2): ноябрь 2014[33], август 2016[34]

«Норвич Сити»
- Лучший игрок сезона Английского Чемпионшипа (1): 2018/19[35]
- Лучший Игрок года по версии болельщиков в Английском Чемпионшипе (1): 2018/19 [36]
- Лучший бомбардир Английского Чемпионшипа (Золотая бутса) (1): 2018/19 (29 голов)[37]
- Команда сезона Английского Чемпионшипа (2): 2018/19[38], 2020/21[39]
- Команда года Английского Чемпионшипа (2): 2018/19, 2020/21
- Игрок месяца Английской Премьер-лиги: август 2019
- Игрок месяца Английского Чемпионшипа: февраль 2021[40]
- Игрок сезона «Норвич Сити» (2): 2019[41], 2022[42]

Финляндия
- Спортсмен года (1) — 2019[43][44]
- Футболист года (2) — 2019[41], 2020 (по версии Федерации)[45]
- Рекордсмен в истории сборной Финляндии по количеству забитых голов: 42
- 2-е место в истории сборной Финляндии по количеству сыгранных матчей: 122